# اوترتال
اوترتال (به آلمانی: Otterthal) یک منطقهٔ مسکونی در اتریش است که در ناحیه نوین‌کیرشن واقع شده‌است. اوترتال ۶٫۱۶ کیلومتر مربع مساحت دارد ۶۳۲ متر بالاتر از سطح دریا واقع شده‌است.